# Dratnalia potamophylaxi
Dratnalia potamophylaxi är en tvåvingeart som först beskrevs av Ernst Josef Fittkau 1971.  Dratnalia potamophylaxi ingår i släktet Dratnalia och familjen fjädermyggor. Det är osäkert om arten förekommer i Sverige. Inga underarter finns listade i Catalogue of Life.